# Луценко Наталія Іванівна
Ната́лія Іва́нівна Луце́нко (нар. 15 січня 1978, Вінниця) — українська художниця. Членкиня Національної спілки художників України, Національної спілки майстрів народного мистецтва України з 2023 року. Працює в царині декоративного розпису.

## Біографія
Народилася 1978 року у Вінниці. Випускниця Вінницького педагогічного університету (2006).
Закінчила курси з самчиківського розпису в студії «UAmaze» (2018, керівник В. Раковський), розпису фунтиком (2019, керівник А. Петрова), петриківського розпису (2019, керівник Т. Вакуленко). Працює в системі освіти.

## Творчість
Як зазначає Енциклопедія Сучасної України, «на основі традиційного народного стінопису на Поділлі Н. Луценко створює авторські розписи, а також роботи в техніці самчиківського розпису». 

Основні твори 2017—2023 рр.: «Дерево життя», «Берегиня», «Родина», «Вечірня пісня», «Вінницька арка».

Має з десяток персональних виставок, учасниця багатьох колективних. Роботи зберігаються у приватних колекціях і музеях Поділля.
|                                                        | У яких би жанрах і техніках не працювала Наталія Луценко, відчуваються її подільські корені. Кожен поштовх, кожен рух руки майстрині оспівує рідний край. |
| — Тетяна Цвігун, заслужений працівник культури України | |